# Glyphomerus aylax
Glyphomerus aylax is een vliesvleugelig insect uit de familie Torymidae. De wetenschappelijke naam is voor het eerst geldig gepubliceerd in 2005 door Stojanova.